# Качканаррудстрой
Качкана́ррудстро́й — советский трест со штаб-квартирой в Качканаре, образованный 23 марта 1957 года для проведения горно-капитальных и строительных работ по возведению объектов Качканарского ГОКа.

## История
В 1955—1956 годах Министерство строительства предприятий металлургической и химической промышленности СССР предпринимало попытки начать строительство Качканарского горно-обогатительного комбината силами трестов «Тагилстрой» (Нижний Тагил) и «Базстрой» (Краснотурьинск). Эти начинания не увенчались успехом, поэтому было принято решение о создании самостоятельной генподрядной организации в посёлке Ис.
23 марта 1957 года приказом министра строительства предприятий металлургической и химической промышленности СССР Д. Я. Райзера для организации и проведения работ по возведению объектов будущего Качканарского ГОКа был организован трест «Качканаррудстрой».
Приказ министра строительства предприятий металлургической и химической промышленности СССР
№ 12-ОС 1 23 марта 1957 г.
«Об организации треста „Качканаррудстрой“»
В частичное изменение приказов от 15 ноября 1956 года и от 6 февраля 1957 года.
Перебазировать трест «Уфалейметаллургстрой» из города Верхний Уфалей Челябинской области в пос. Ис Свердловской области и переименовать его в трест «Качанаррудстрой».Д. Райзер, 
«Перебазирование» Уфалейметаллургстроя происходило только на бумаге, фактически трест в Верхнем Уфалее не успел сформироваться. Чтобы не увеличивать количество трестов, было решено издать документ в такой редакции.
Первым управляющим треста был назначен М. В. Левитский, главным инженером — Ю. А. Булатов, начальником первого строительного управления — С. С. Мальцев. 27 мая того же года строители начали прокладку дороги от Валериановска к горе Долгой. Эта дата считается днём основания города Качканар. С учётом масштабов и темпов стройки трест быстро стал крупнейшей строительной организацией Среднего Урала.
В первые годы строительства штаб-квартира треста располагалась в Нижней Туре, там же находились склады и перегрузочные пункты организации. В 1958 году решением XIII съезда ВЛКСМ Качканар получил статус Всесоюзной ударной комсомольской стройки, что привлекло дополнительные трудовые ресурсы со всей страны. За год существования треста штат его работников увеличился до 1 тыс. человек. Помимо строительства промышленных объектов трест строил жилые дома. В 1958 году трестом были сданы в эксплуатацию более 10 тыс. м² жилья, в 1959 году — 29 тыс. м².
5 мая 1959 года вышел первый номер газеты «На стройке Качканара», ставшей официальным печатным органом треста «Качанаррудстрой». В 1960 году дирекция строящегося комбината и управление треста заняли вновь построенное здание на улице Свердлова, 1.
Совместными усилиями строителей треста и работников комбинат 8 июня 1963 года на обогатительной фабрике был получен первый железованадиевый концентрат, а 30 сентября того же года был подписан указ государственной комиссии о вводе в эксплуатацию первой очереди Качканарского ГОКа.
В апреле 1964 года по итогам работы в первом квартале тресту вручили переходящее Красное знамя Совета Министров РСФСР и ВЦСПС. 16 июня 1964 года работники треста А. В. Мурашов, бригадир комплексной бригады строительного управления № 2, и В. А. Пушкарёв, машинист крана управления механизации, были удостоены звания Герой Социалистического Труда, став первыми обладателями этой награды в Качканаре.
11 августа 1966 года указом Президиума Верховного Совета СССР ряд работников предприятия были удостоены высших наград государства — орденов Ленина, Трудового Красного Знамени и орденов Знак Почёта. В январе 1969 года за внедрение прогрессивной технологии строительства объектов Качканарского ГОКа коллектив строителей треста был награждён медалями ВДНХ.
Силами треста в Качкаере были построены практически все жилые и промышленные здания, а также культурные объекты. После распада СССР, трест был преобразован в товарищество с ограниченной ответственностью. Организация просуществовала до 2004 года, когда арбитражным судом была признана банкротом.